# 格氏河馬長頜魚
格氏河馬長頜魚，為輻鰭魚綱骨舌魚目象鼻魚科的其中一種。分布於非洲維多利亞湖及其支流、Kyoga湖流域，棲息於沙質淺水處，屬肉食性，以小魚為食，體長可達25公分，可做為食用魚。